# Aristida sandinensis
Aristida sandinensis là một loài thực vật có hoa trong họ Hòa thảo. Loài này được Catasús mô tả khoa học đầu tiên năm 1984.